# Newburgh (Nowy Jork)
Newburgh – miasto (city) w hrabstwie Orange, w południowo-wschodniej części stanu Nowy Jork, w Stanach Zjednoczonych, położone na zachodnim brzegu rzeki Hudson, naprzeciw miasta Beacon. W 2013 roku miasto liczyło 28 480 mieszkańców. 
W 1709 roku przybyli tutaj pierwsi osadnicy z niemieckiego Palatynatu. W 1752 roku miejscowość nazwana została Newburgh, od miasta Newburgh w Szkocji. Newburgh oficjalnie założony został w 1800 roku, a prawa miejskie uzyskał w 1865 roku. Miasto rozwinęło się jako port rzeczny, przez który wywożono węgiel z pensylwańskich kopalń. W XIX wieku Newburgh był także ośrodkiem wielorybniczym.
W mieście swoją siedzibę ma uczelnia Mount Saint Mary College (zał. 1930).
Na północ od miasta przebiega autostrada międzystanowa nr 84, a na zachód – 87.